# Leonardo Alenza

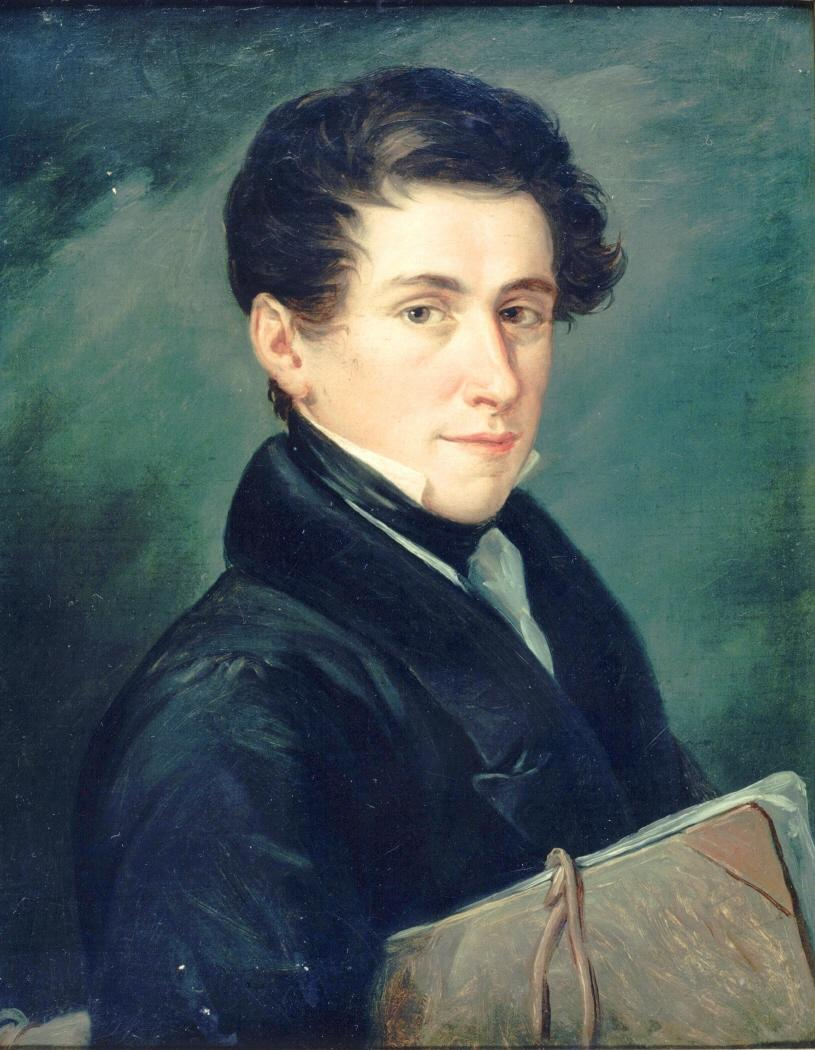
Leonardo Alenza (mögliches Selbstporträt, um 1824)

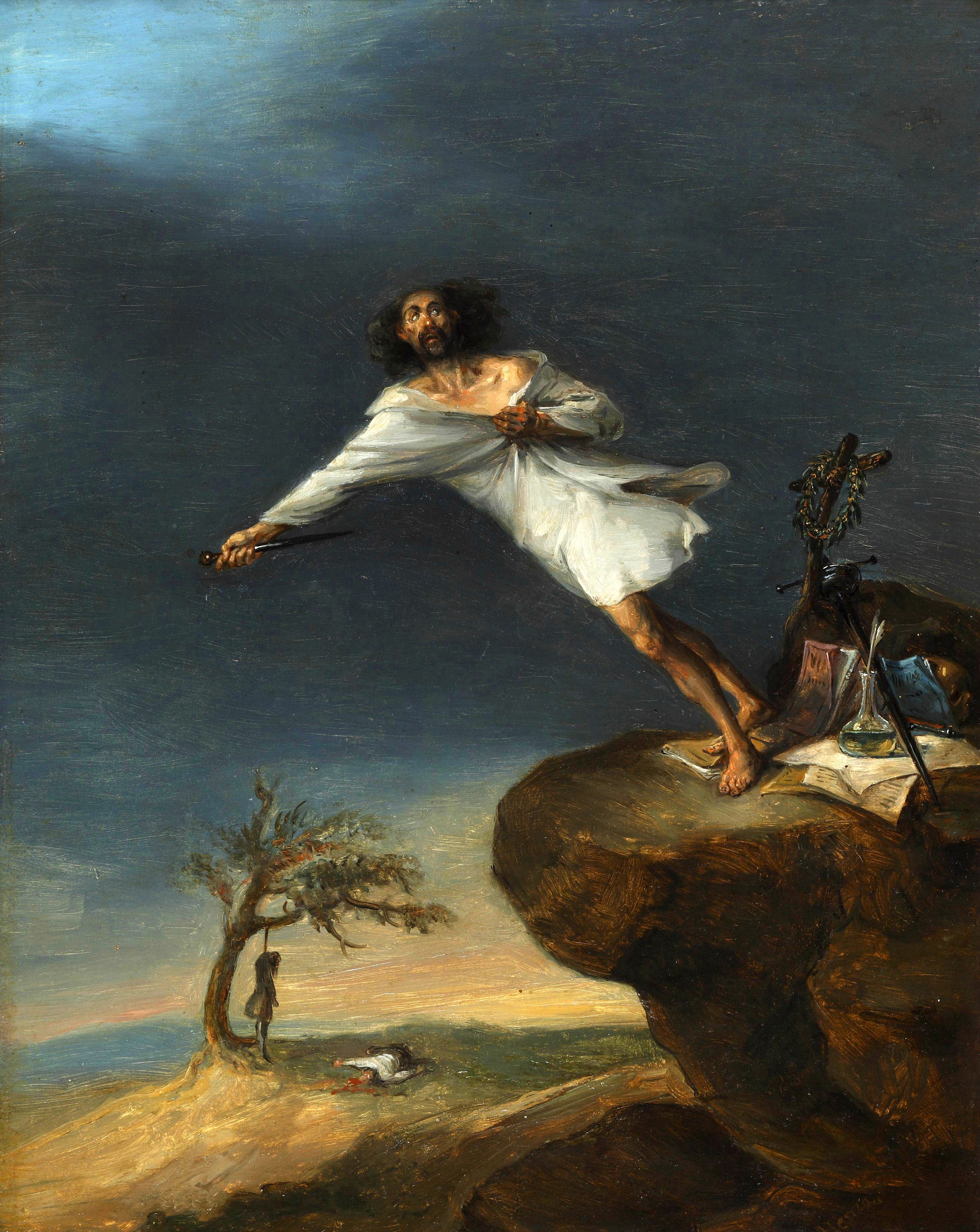
Satire auf einen romantischen Selbstmord, Madrid, Museo del Romanticismo (1839)

Leonardo Alenza y Nieto (* 6. November 1807 in Madrid; † 30. Juni 1845 ebenda) war ein spanischer Maler, Kupferstecher und Illustrator. Der Romantik verpflichtet, stellt der Großteil seines Werkes einen Beitrag zum Kostumbrismus dar.

## Leben
Dem Vater Valentin Alenza, bei der Regierung angestellt, war die Publikation einiger in der Freizeit geschmiedeter Verse in dem Blatt Diario de Madrid geglückt. Um 1813 starb Leonardos Mutter. 1818 bekam der Junge eine Stiefmutter. Diese war elf Jahre älter als er. Seine Grundschulbildung erhielt Leonardo vermutlich bei den Jesuiten in den Reales Estudios de San Isidro. 1819 ging er an der Real Academia de Bellas Artes de San Fernando, wo er Unterricht bei Zacarías González Velázquez, Juan Antonio Ribera (1779–1860), José Aparicio (1773–1838) und schließlich bei José de Madrazo y Agudo erhielt. 1833 – immer noch an der Akademie – malte er im Auftrag des Ayuntamiento von Madrid ein allegorisches Porträt der dreijährigen Königin Isabella. 1834 schuf er ein fünftafeliges Grisaille-Kenotaph für den 1833 verstorbenen Ferdinand VII. Ab 1838 arbeitete er als Zeichner für Ramón de Mesonero Romanos’ illustriertes Wochenblatt Semanario Pintoresco Español (1836–1857) und stellte nebenher in der Akademie einige seiner architektonischen Fantasien (unter Malern als Capriccios bezeichnet) aus. In diese Schaffenszeit fällt auch Alenzas bekanntestes Werk, die Satire auf einen romantischen Selbstmord (span. Los románticos o Suicida). 1840 arbeitete er weiter mit dem Blatt Semanario zusammen. Neuausgaben des Gil Blas und des Gesamtwerkes von Francisco de Quevedo wurden vorbereitet. Des Weiteren betätigte er sich im Madrider Café de Levante als Dekorationsmaler. Für sein letztes Werk David venciendo a Goliat (dt. David besiegt Goliath) verlieh ihm die Akademie den Titel Académico de Mérito. An Tuberkulose erkrankt, arbeitete Alenza trotzdem noch einige Monate als Professor. Zuletzt bewohnte er einen Kuhstall, weil er meinte, die Dämpfe darin wirkten heilend. Verarmt starb Leonardo Alenza in der Morgendämmerung des 30. Juni 1845 in seinem Haus am Madrider Plaza de San Ildefonso an seiner Erkrankung. Freunde beglichen die Kosten der Beerdigung auf dem Madrider Friedhof Sacramental de San Ginés y San Luis.
Seine Werke befinden sich im Museo del Prado, im Museo del Romanticismo, im Museo Cerralbo, im Museo de Bellas Artes de Bilbao, in der Spanischen Nationalbibliothek, im Museo Lázaro Galdiano, im Museo de Historia de Madrid und außerhalb Spaniens in Budapest.

## Illustrationen
- Los españoles, pintados por sí mismos. I. Boix, Madrid 1843 (archive.org).
- Los españoles, pintados por sí mismos. I. Boix, Madrid 1843 (archive.org).

## Anmerkung
1. ↑  Besprochen bei Alexander Sturgis: Rebels and martyrs. The image of the artist in the nineteenth century. National Gallery, London 2006, ISBN 978-1-85709-346-9, S. 86.

| Personendaten    | Personendaten                                        |
| ---------------- | ---------------------------------------------------- |
| NAME             | Alenza, Leonardo                                     |
| ALTERNATIVNAMEN  | Alenza y Nieto, Leonardo                             |
| KURZBESCHREIBUNG | spanischer Genremaler, Kupferstecher und Illustrator |
| GEBURTSDATUM     | 6. November 1807                                     |
| GEBURTSORT       | Madrid                                               |
| STERBEDATUM      | 30. Juni 1845                                        |
| STERBEORT        | Madrid                                               |